# Вуд, Тиффани
Ти́ффани Джейн Вуд (англ. Tiffany Jane Wood; род. 8 ноября 1977, Ньюкасл, Новый Южный Уэльс, Австралия) — австралийская певица и автор песен.

## Биография
Тиффани Джейн Вуд родилась 8 ноября 1977 года в Ньюкасле (штат Новый Южный Уэльс, Австралия) в семье Джуди Вуд.
Тиффани начала заниматься пением в 12-летнем возрасте и тогда же присоединилась к школьному конкурсу талантов Young Talent Time.

## Карьера
Тиффани начала свою музыкальную карьеру в 2000 году, став участницей женской поп-рок группы Bardot, которая распалась в 2002 году. Вскоре после распада она начала сольную карьеру и выпустила два сольных альбома:
- 2006: Bite Your Tongue
- 2008: Acoustic Dreams

## Личная жизнь
В 2007—2009 года Тиффани была замужем за вышибалой Нилом Камминсом. У бывших супругов есть дочь — Лиллиан Адель Камминс (род.18.04.2007).